# 8 femmes
8 femmes és una pel·lícula musical d'humor negre franco-italiana de 2002 dirigida per François Ozon, basada en l'obra de teatre Eight Women de Robert Thomas (1958). El repartiment coral compta amb les actrius franceses Danielle Darrieux, Catherine Deneuve, Isabelle Huppert, Emmanuelle Béart, Fanny Ardant, Virginie Ledoyen, Ludivine Sagnier i Firmine Richard. La pel·lícula gira entorn una família excèntrica de dones i les seves empleades a la dècada del 1950, i segueix vuit dones quan es reuneixen per celebrar el Nadal en una casa aïllada i colgada per la neu, que descobriran Marcel, el patriarca de la família, mort amb un ganivet clavat a l'esquena. Atrapades a la casa, cada dona es converteix en sospitosa, ja que cadascuna que té el seu propi motiu i amaga un secret.
8 femmes va rebre crítiques generalment positives, amb elogis importants per a les actrius. Aquell any va competir per l'Os d'Or a la millor pel·lícula al 52è Festival Internacional de Cinema de Berlín, on les dones del seu repartiment van ser guardonades amb un Os de Plata per la seva contribució artística excepcional. L'any següent va ser nominada a onze categories dels premis César, incloent-hi la de millor pel·lícula, tot i que no n'obtingué cap. També va ser seleccionada per a representar França en els Oscars de 2003 en la categoria de millor pel·lícula de parla no anglesa, que finalment va guanyar la canadenca Les Invasions barbares, de Denys Arcand.

## Argument
Dècada del 1950. Una família de l'alta societat es reuneix en una mansió aïllada al camp per passar junts les vacances de nadal, però la celebració es veu truncada pel sobtat assassinat de Marcel, el patriarca (Dominique Lamure), a qui la seva filla petita troba amb un ganivet clavat a l'esquena. L'assassina només pot ser una de les dones més properes a ell: Gaby, la seva poderosa dona (Catherine Deneuve); Augustine, la seva cunyada soltera (Isabelle Huppert); Mamy, la seva sogra garrepa (Danielle Darrieux); Louise, la serventa insolent (Emmanuelle Béart); Madame Chanel, la lleial mestressa de la casa (Firmine Richard) o una de les seves dues filles (Virginie Ledoyen i Ludivine Sagnier en els papers de Suzon i Catherine, respectivament). La misteriosa arribada de Pierrette, la glamurosa germana de la víctima (Fanny Ardant), complica encara més la situació i afegeix una sospitosa més a la llista. Aïllades per una tempesta de neu i sense ajuda de la policia han de resoldre el crim, i la investigació es converteix en un llarg dia d'histèries, traïcions, rivalitats, seduccions i sorpreses. Surten a la llum foscos secrets familiars, i es descobreix que cadascuna d'elles té un motiu per assassinar Marcel. Però... quina d'elles és?

## Repartiment
- Danielle Darrieux: Mamy, la matriarca
- Isabelle Huppert: Augustine, la seva filla taquicàrdica
- Catherine Deneuve: Gaby, la seva altra filla, dona de la víctima
- Fanny Ardant: Pierrette, la germana de la víctima
- Emmanuelle Béart: Louise, la nova serventa
- Virginie Ledoyen: Suzon, la filla gran de la víctima
- Ludivine Sagnier: Catherine, la filla jove de la víctima
- Firmine Richard: Madame Chanel, la majordoma, cuinera i dida de les filles de la víctima
- Dominique Lamure: Marcel, la víctima, marit de Gaby
- Romy Schneider: l'anterior mestressa de Louise (la fotografia)

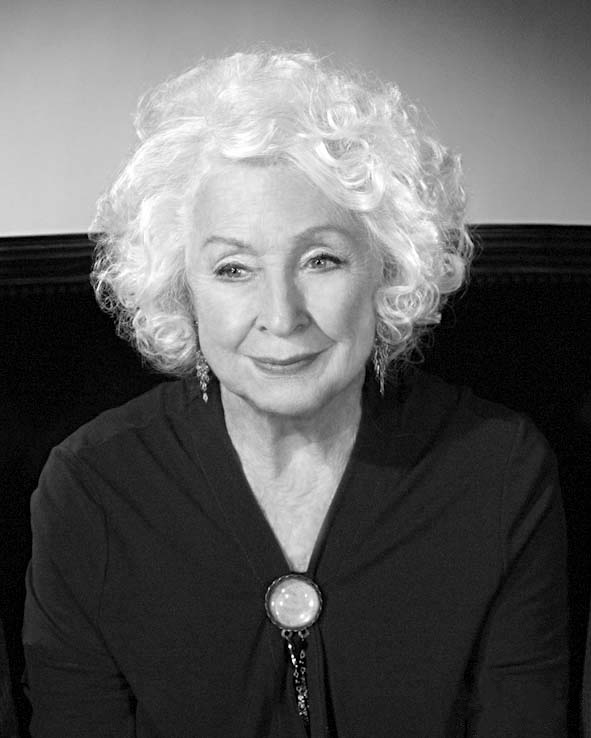
Danielle Darrieux
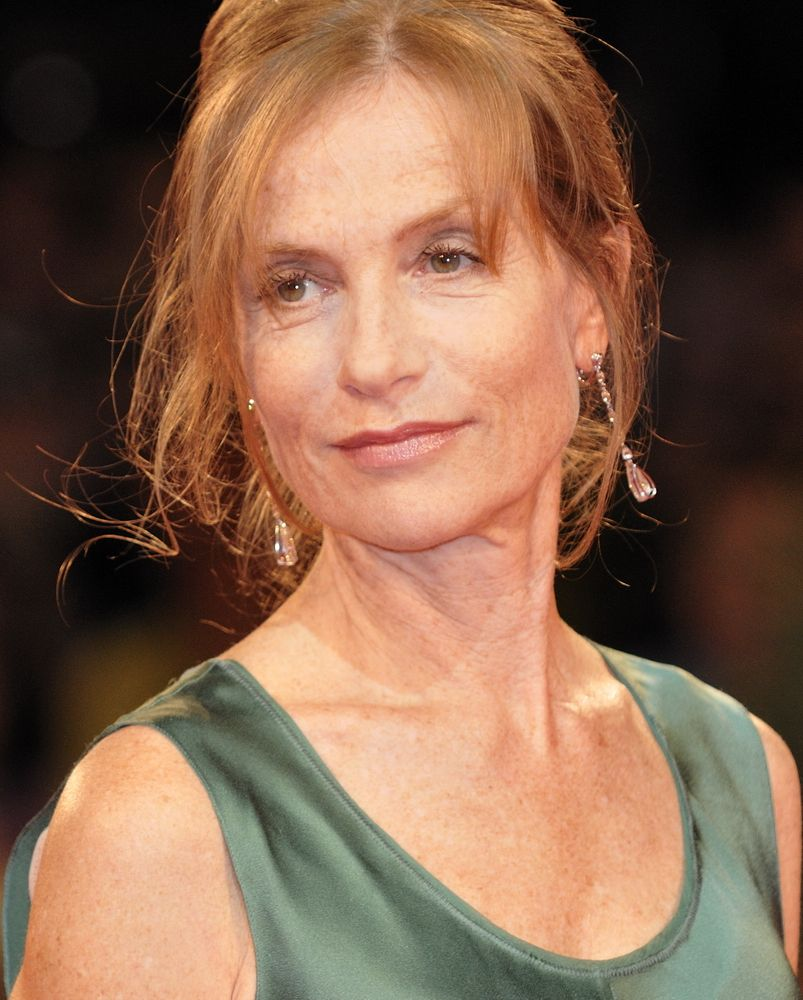
Isabelle Huppert
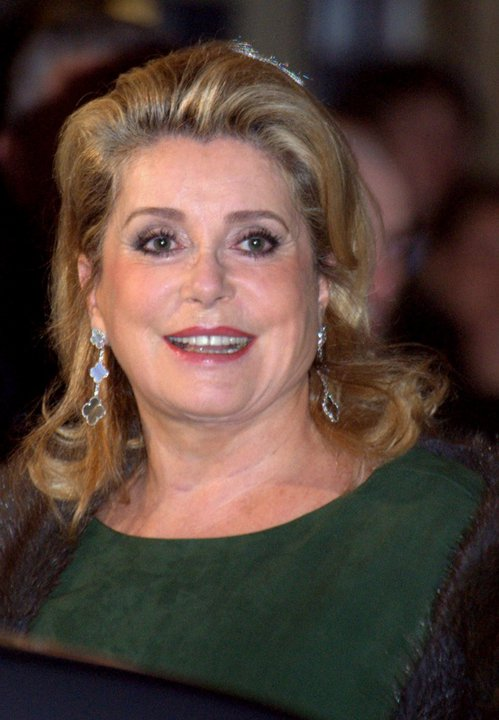
Catherine Deneuve
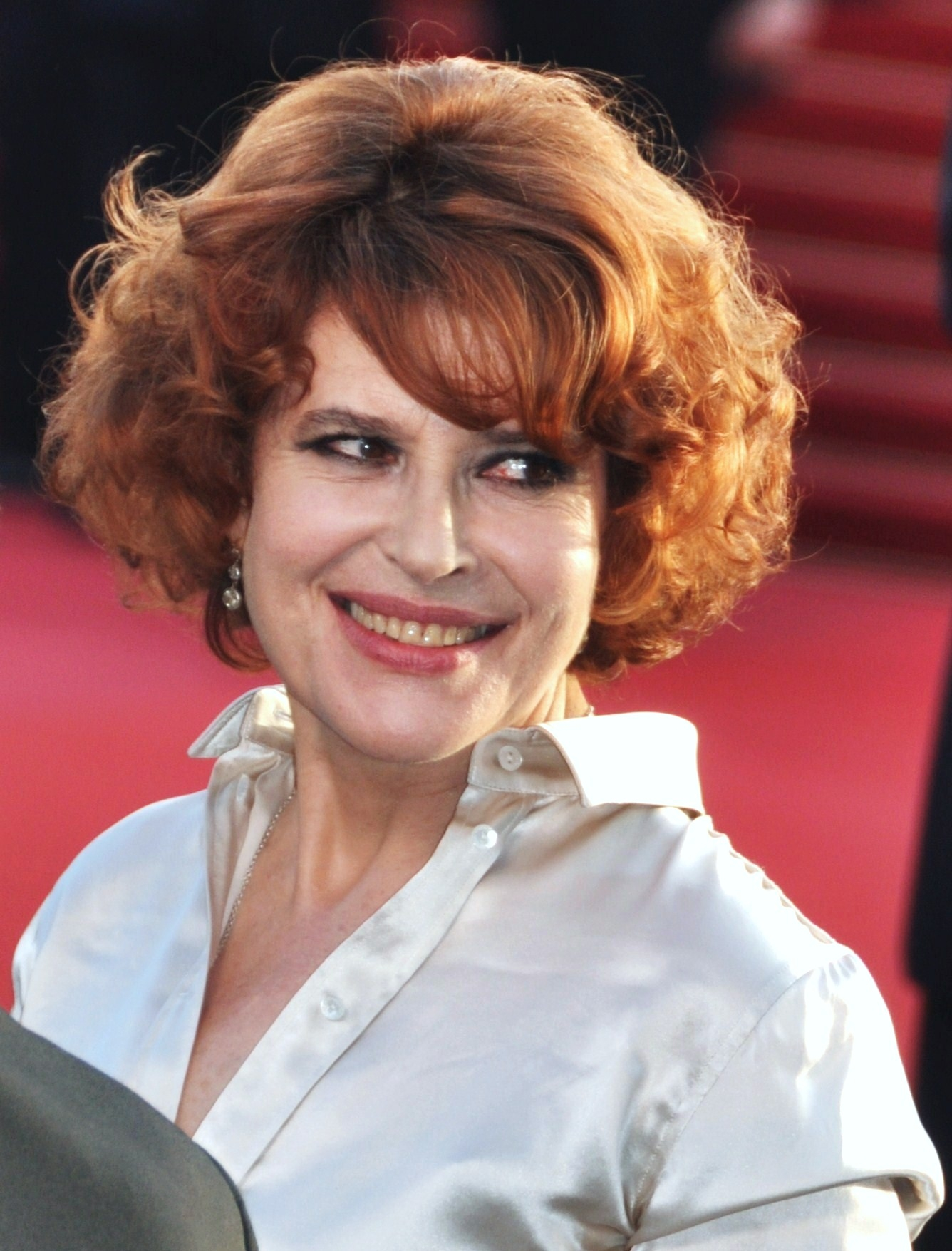
Fanny Ardant
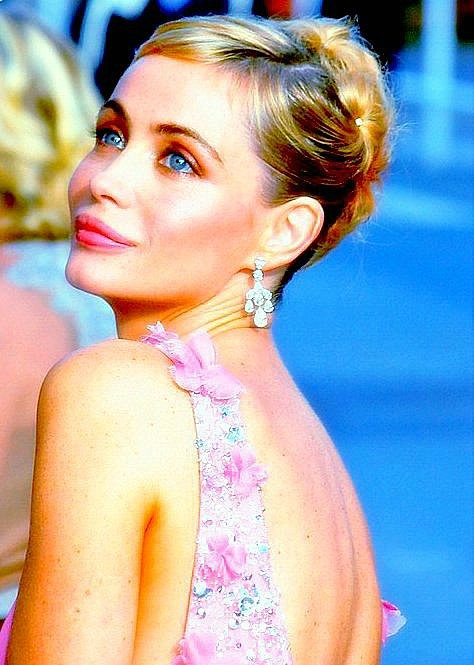
Emmanuelle Béart
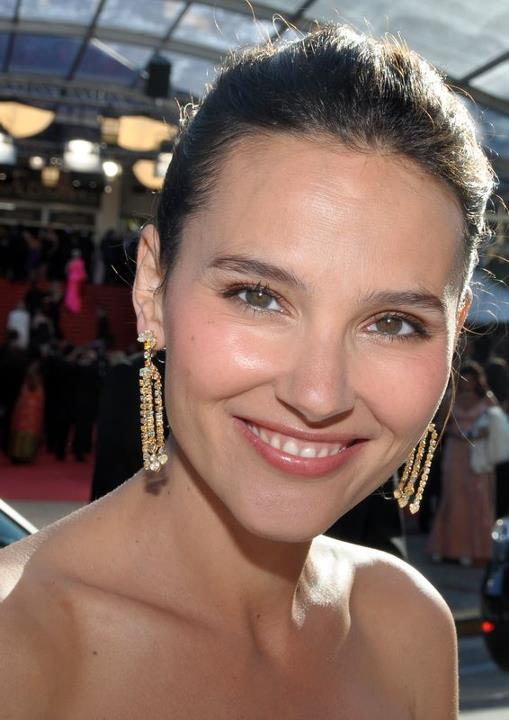
Virginie Ledoyen
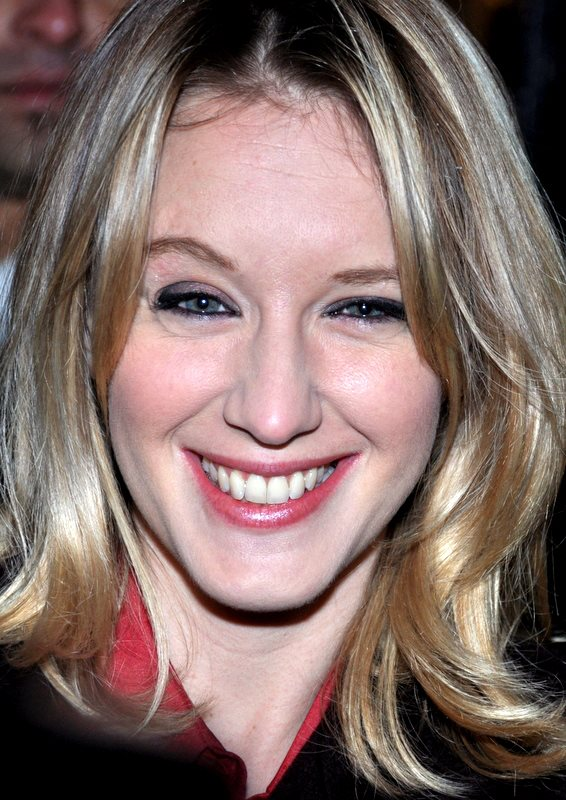
Ludivine Sagnier
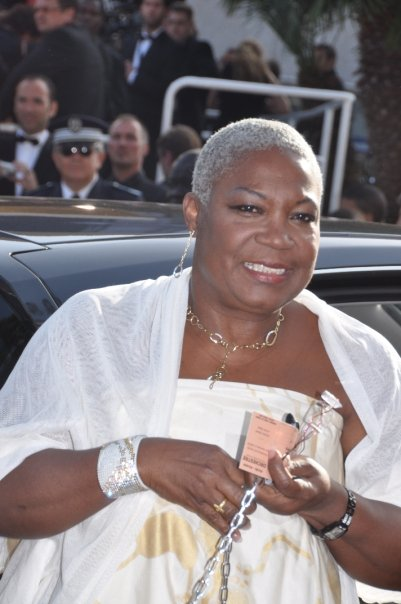
Firmine Richard

## Producció
Ozon va imaginar inicialment un remake de la pel·lícula de George Cukor The Women (1939), però finalment va triar Huit femmes de Robert Thomas després que els obstacles legals li impedissin fer-ho. Inspirant-se en les comèdies screwball de Cukor de finals de la dècada del 1930 i en els treballs de directors de la dècada del 1950 com Douglas Sirk, Vincente Minnelli i Alfred Hitchcock, 8 femmes barreja farsa, melodrama, pel·lícula musical i de crim, alhora que tracta els temes com el crim, l'avarícia, l'adulteri i l'homosexualitat. Situada principalment a la sala d'entrada d'una casa senyorial, la pel·lícula recrea gran part del sentiment original de l'obra teatral. També serveix de pastitx i homenatge a la història del cinema i a les filmografies de les actrius.
Per aconseguir l'aspecte de les últimes pel·lícules de Sirk i Hitchcock, Ozon va fer que la dissenyadora de vestuari Pascaline Chavanne elaborés un vestit original per a cada personatge. Chavanne es va inspirar en el New Look de Dior i els vestuaris de pel·lícula d'Edith Head. El compositor Krishna Levy també va proporcionar una partitura instrumental que evoca Bernard Herrmann, amb tocs de Miklós Rózsa i Elmer Bernstein, així com una banda sonora amb vuit cançons interpretades pels personatges de la pel·lícula.

## Música
La pel·lícula conté vuit temes musicals, cadascun interpretat i coreografiat per una actriu diferent, i acompanyat per la resta de dones de la pel·lícula. Tot i que la banda sonora també compta amb altres temes, els principals són els següents:
1. Papa t'es plus dans l'coup, interpretada per Ludivine Sagnier (Catherine), versió original de Sheila
2. Message personnel, interpretada per Isabelle Huppert (Augustine), versió original de Françoise Hardy amb música de Michel Berger
3. À quoi sert de vivre libre, interpretada per Fanny Ardant (Pierrette), versió original de Nicoletta
4. Mon amour, mon ami, interpretada per Virginie Ledoyen (Suzon), versió original de Marie Laforêt
5. Pour ne pas vivre seul, interpretada per Firmine Richard (Madame Chanel), versió original de Dalida
6. Pile ou face, interpretada per Emmanuelle Béart (Louise), versió original de Corynne Charby
7. Toi jamais, interpretada per Catherine Deneuve (Gaby), versió original de Sylvie Vartan
8. Il n'y a pas d'amour heureux, interpretada per Danielle Darrieux (Mamy), versió original de Georges Brassens, poema de Louis Aragon, cantat per Françoise Hardy

## Crítica
8 femmes va rebre comentaris generalment positius per part de la crítica. Jonathan Curiel, del San Francisco Chronicle, va remarcar que era "una pel·lícula tan original, tan divertida, tan viva amb drama, intriga, misteri i colors que vols veure-la una vegada i una altra", citant-la la "nova obra mestra" de la filmografia d'Ozon. Roger Ebert, del Chicago Sun-Times, va donar a 8 femmes tres de quatre estrelles. Va assenyalar que la pel·lícula "no és gens seriosa amb l'assassinat, la seva trama o qualsevol altra cosa. És una excusa elaborada per divertir-se amb el seu repartiment", i va afegir: "Veient 8 femmes, tens un somriure absurd la meitat del temps". Va concloure que "pel·lícules com 8 femmes estan fonamentalment pensades per als amants de les pel·lícules. Heu d'haver vist musicals d'estudi sobredecorats i heu de saber qui són Darrieux, Deneuve, Beart i Huppert i Ardant, per aconseguir el sabor complet". Lisa Schwarzbaum, de l'Entertainment Weekly, va considerar que "el que importa és que una falange de les actrius més famoses de França interpreten un alegre joc del cucut amb les seves pròpies imatges amb la intenció de reproduir una producció tecnicolor dels anys 50". El resultat és un entreteniment sense pes que és tant exagerada com sincera, una adoració desconcertada a les actrius com a criatures sorprenents que poden projectar la vida de personatges de ficció i l'essència de si mateixes. Hollywood, inicia el teu remake". Jordi Batlle Caminal, de Fotogramas, s'hi va referir com "una delícia" i "un bombó", i li va donar quatre de cinc estrelles. Va assegurar que la intriga tenia un interès nul i que, en canvi, allò que realment comptava eren els números musicals i la manera com cadascuna de les actrius aconseguia donar la nota però sense caure en el ridícul, i també va comentar que la pel·lícula era "una més que arriscada aposta pel cinema kitsch i l'estètica de fotonovel·la".
Ann Hornaday, escriptora de The Washington Post, va titllar la pel·lícula de ser "un espectacle magnífic, encara que desconcertat, suportable –si no completament comprensible– pel seu atractiu repartiment!. Va trobar que l'obra "conserva una qualitat desconcertada de teatralitat més elevada" i que "amb la seva paleta atrevida i luxosa i les seves superfícies que semblen de caramel dur, la pel·lícula sembla menys fotografiada que no pas forjada de seda i pintaungles". Peter Travers, de Rolling Stone va coincidir: "Totes vuit dones són per veure-les i meravellar-se'n", i va classificar la comèdia ("un bombó únic") amb tres de quatre estrelles. AO Scott, de The New York Times, va dir: "El terme crític d'art per a una delícia tan decadent és 'plaer culpable', però una pel·lícula com aquesta revela que aquesta frase tan plena és una redundància i un oxímoron. 8 femmes és indefensible, cínica, fins i tot grotesca; també és una diversió pura -és a dir innocent i corrompuda".
Algunes actuacions específiques van ser aclamades. La representació d'Augustine que en fa Huppert va ser lloada. Curiel va escriure que "la cançó i el ball d'Huppert -i tota la seva actuació a la pel·lícula- és un estudi amb determinació. Huppert té una reputació per les seves interpretacions intenses, i a 8 femmes roba cada escena en què apareix com la tia tensa, melodramàtica i amb ulleres". Ardant també va rebre elogis per la seva actuació, i Hornaday va dir que "allò que causa sensació és Ardant, qui en un gir sensacional que combina la terrenalitat d'Ava Gardner i el foc de Rita Hayworth, esclata amb una força elemental pròpia. Només Ardant ja val la pena per veure 8 femmes".

## Guardons

### Premis
- 2002: Os de Plata a la contribució artística excepcional al Festival Internacional de Cinema de Berlín: repartiment de la pel·lícula[17]
- 2002: Premi del Jurat dels lectors del Berliner Morgenpost al Festival Internacional de Cinema de Berlín: François Ozon[17]
- 2002: Premi del Cinema Europeu a la millor actriu: repartiment de la pel·lícula[18]

### Nominacions
- 2002: Os d'Or a la millor pel·lícula al Festival Internacional de Cinema de Berlín
- 2002: Premi del Cinema Europeu a la millor pel·lícula
- 2002: Premi del Cinema Europeu al millor guionista: François Ozon
- 2003: César a la millor actriu: Fanny Ardant i Isabelle Huppert
- 2003: César a la millor actriu secundària: Danielle Darrieux
- 2003: César a la millor esperança femenina: Ludivine Sagnier
- 2003: César a la millor pel·lícula
- 2003: César al millor director: François Ozon
- 2003: César al millor guió original o adaptació: François Ozon i Marina de Van
- 2003: César a la millor fotografia: Jeanne Lapoirie
- 2003: César al millor vestuari: Pascaline Chavanne
- 2003: César a la millor música original: Krishna Levy
- 2003: César al millor decorat: Arnaud de Moleron
- 2003: César al millor so: Pierre Gamet, Benoît Hillebrant i Jean-Pierre Laforce
- 2003: Premi GLAAD a la pel·lícula destacada[19]